# Batalla de Gagliano
La batalla de Gagliano fou una de les batalles de la Guerra de Sicília.

## Antecedents
Jaume el Just hagué d'assumir la Pau d'Anagni sota els auspicis del Papa Bonifaci VIII, pel que a canvi de posseir les illes de Sardenya i Còrsega, hauria de cedir Sicília a l'Església qui, al seu torn, donaria el control als Anjou el 1295. Els sicilians rebutjaren tornar al control dels francesos i l'11 de desembre del mateix any el Parlament sicilià, reunit al Castell d'Ursino de Catània proclamà rei a Frederic II de Sicília i fou coronat rei pels nobles a Palerm en 1296.
El seu rebuig a les pretensions del Papa provocà el desembament sicilià a Calàbria, des d'on posà en setge diferents viles, incità a la revolta en el Regne de Nàpols, negocià amb el Partit Gibelí de Toscana i Llombardia, i assessorà a la Casa de Colonna contra el Papa Bonifaci. Mentrestant Carles I de Valois va envair Sicília, i Jaume el Just, que rebé diferents favors de la Santa Seu, feu casar la seua germana Violant d'Aragó amb Robert I de Nàpols, el tercer fill de Carles II d'Anjou.
Els dignataris catalans de Sicília es posaren al costat de Frederic II de Sicília, que fou investit pel Parlament Sicilià l'onze de desembre de 1295 i coronat Rei el 25 de maig de 1296, iniciant una ofensiva a Calàbria. Durant la batalla de Catanzaro, abans de prendre-la feu donació d'ella i de tot el comtat a Guillem Galceran de Cartellà, fet que va provocar un enfrontament entre el rei i Roger de Llúria. Frederic s'apoderà dels seus castells i al tractar Roger de reconquerir-los, topà amb Guillem Galceran de Cartellà i els seus almogàvers i quedant molt malferit es va retirar.
Jaume el Just volia complir la seva part de la Pau d'Anagni i va enviar a Joan de Procida i Roger de Llúria, derrotant a Frederic II de Sicília a la batalla del cap Orlando, mentre els fills de Carles, Robert I de Nàpols i Felip de Nàpols desembarcaven a Sicília prenent Catània. Felip va assetjar Trapani però fou vençut i capturat per Frederic a la batalla de Falconara.

## Batalla
Després de la batalla de Falconara, Gualter V de Brienne i altres barons francesos van socórrer la casa d'Anjou enviant tres-cents cavallers francesos els cavallers de la mort a Catània, per venjar la mort dels seus parents i combatre a Guillem Galceran de Cartellà i Blasco d'Alagó el vell, que estaven al castell de Gagliano amb els seus almogàvers. Es van sumar a aquests cavallers molts soldats a peu i gent favorable a l'expulsió dels catalans d'aquelles terres fins a tal punt que van acabar sent cinc-cents cavallers i molts soldats a peu. Per altra banda, uns tres-cents almogàvers a peu i uns dos-cents a cavall, dirigits per Guillem Galceran de Cartellá a cavall els intentarien fer front.
La tàctica emprada pels almogàvers fou dividir les forces situant els almogàvers muntats a l'esquerra i els almogàvers a peu a la dreta, sense avantguarda ni rereguarda, atacant frontalment. La batalla va començar a primera hora del matí sent igualada fins que va ser clarament favorable als almogàvers gràcies a un esforç sobrehumà i a una motivació del crit de guerra "Aragó!". La batalla va acabar amb la mort de tots els cavallers francesos tret de cinc cavallers de Catània que feien només de guia, i per banda catalana 22 homes a cavall i 34 infants.